# Matidia spatulata
Matidia spatulata är en spindelart som beskrevs av Chen och Huang 2006. Matidia spatulata ingår i släktet Matidia och familjen säckspindlar.
Artens utbredningsområde är Taiwan. Inga underarter finns listade i Catalogue of Life.